# Lokeren

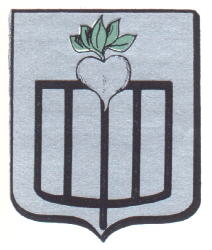
Lokerens vapen

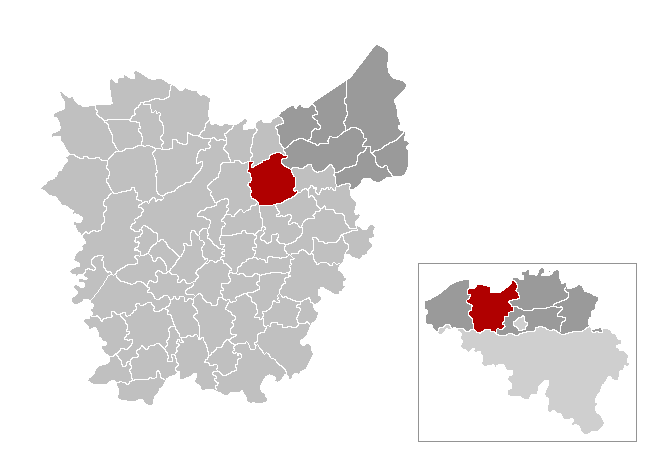
Lokerens läge inom provinsen Östflandern

Lokeren är en kommun i provinsen Östflandern i regionen Flandern i Belgien. Lokeren hade 38 489 invånare per 1 januari 2008.